# Гранд-Рапидс (город, Миннесота)
Гранд-Рапидс (англ. Grand Rapids) — город в штате Миннесота, США. Он является административным центром округа Айтаска. В 2010 году в городе проживало 10 869 человек.

## Географическое положение
По данным Бюро переписи населения США город имеет общую площадь в 63,3 км² (58,43 км² — суша, 4,87 км² — вода). До 2010 года площадь города составляла 20,9 км², во время упразднения тауншипа Гранд-Рапидс в город перешла часть территории тауншипа и населения.

## История
Город расположен вблизи порогов (Rapids) на реке Миссисипи, в честь которых он был назван. Он был основан как поселение лесорубов, благодаря близости реки лес можно было сплавлять в другие города. В 1902 году была открыта первая бумажная мельница.

## Население
В 2010 году на территории города проживало 10 869 человек (из них 47,5 % мужчин и 52,5 % женщин), насчитывалось 4615 домашних хозяйств и 2633 семьи. На территории города было расположено 4910 построек со средней плотностью 84,0 построек на один квадратный километр суши. Расовый состав: белые — 94,6 %, афроамериканцы — 0,6 %, коренные американцы — 1,9 %.
Население города по возрастному диапазону по данным переписи 2010 года распределилось следующим образом: 26,7 % — жители младше 21 года, 52,5 % — от 21 до 65 лет и 20,8 % — в возрасте 65 лет и старше. Средний возраст населения — 42 года. На каждые 100 женщин в Гранд-Рапидсе приходилось 90,6 мужчин, при этом на 100 совершеннолетних женщин приходилось уже 86,1 мужчин сопоставимого возраста.
Из 4615 домашних хозяйств 57,1 % представляли собой семьи: 41,1 % совместно проживающих супружеских пар (14,4 % с детьми младше 18 лет); 12,4 % — женщины, проживающие без мужей, 3,6 % — мужчины, проживающие без жён. 42,9 % не имели семьи. В среднем домашнее хозяйство ведут 2,20 человека, а средний размер семьи — 2,84 человека. В одиночестве проживали 36,5 % населения, 17,1 % составляли одинокие пожилые люди (старше 65 лет).
В 2015 году из 8734 человек старше 16 лет имели работу 4874. В 2014 году медианный доход на семью оценивался в 46 140 $, на домашнее хозяйство — в 39 777 $. Доход на душу населения — 20 056 $ в год.